# My Land and My People
A My Land and My People a 14. dalai láma, Tendzin Gyaco első önéletrajzi írása, amelyet 1962-ben adtak ki angol nyelven, pár évvel azután, hogy száműzetésben létrehozták a Központi Tibeti Adminisztrációt Indiában. A dalai láma ekkoriban tett szert nemzetközi hírnévre. A könyvet a dalai láma eredetileg tibeti nyelven írta (tibeti: ངོས་ཀྱི་ཡུལ་དང་ངོས་ཀྱི་མི་མང, wylie: ngos kyi yul dang ngos kyi mi mang), amelyet David Armine Howarth fordított le angol nyelvre.

## Háttere
A megjelenést követő első időszakban a világ keveset tudott a tibeti nép küzdelmeiről és a tibetiek száműzetéséről. Tendzin Gyaco önéletrajzát 1962-ben fordították le tibeti nyelvről angolra és adták ki, amelyben mesél élete első éveiről, miképp ismerték fel benne a dalai láma reinkarnációját kétéves korában, hogyan költöztek Lhászába, hogyan szállta meg Kína az országát az 1950-es években, és hogyan került száműzetésbe Tibetből Indiába 1959-ben. A könyv egyszerű, mégis mélyreható elbeszélése jól átadja a történet drámaiságát és jól ábrázolja a tibeti emberek helyzetének összetettségét. A zárófejezetben Tendzin Gyaco leírja, hogy miért meséli el az élete történetét:
|  | „Annak szellemében, hogy a pusztítják a népemet és mindazt, amiért megdolgoztak, az egyetlen megmaradt lehetséges cselekedetre szentelem a száműzetésben töltött időmet, hogy ezen a könyvön keresztül emlékeztessem a világot, hogy mi történt és történik Tibetben. (187)” |
|  | |

Az emlékiratban a dalai láma nem egy egyszerű politikai tollharcot folytat, még csak nem is a Kínai Népköztársaság teljes elítéléséről van szó, hiszen csodálattal és elismeréssel beszél Kínáról. Megdöbbentően alaposan és mélyen átgondoltan mutatja be a tibeti társadalom vallási és politikai életének összefonódásait, valamint mesél a különleges történelmi időkben meghozott fontos döntésekről is. A mű a tibeti buddhista kultúra, a tibeti nép és a földrajzi környezet megóvásának fontosságára hívja fel a figyelmet.

## Tartalma
A dalai láma az elbeszélést azzal kezdi, hogy röviden bemutatja a földműveléssel foglalkozó családját, az egykori szerény faluját Tibet északkeleti részén, Takcert, és a kétéves Lhamo Thondup-ot (Lha-mo Don-'grub; vagy Dhondrub), akiben még nem ismerték fel a 14. dalai láma személyét. A családjáról azt írja, hogy nagy és szegény de boldog és elégedett (5-6). A 13. dalai lámának (Tubten Gyaco) tulajdonítja ezt az elégedettséget, aki által Tibet független és tisztázott státust nyert el és az emberek sora is jobbra fordult. 1937-ben, négy évvel a 13. dalai láma halála után, felfedezték benne az új dalai lámát, és ekkor kapta a Dzsepcun Dzsampal Ngagvang Loszang Jese Tendzin Gyaco nevet, és ekkor szállították el az ország fővárosába, Lhászába, hogy megkezdje spirituális tanulmányait. A buddhista tanulmányokkal töltött fáradságos és boldog időszaka után Tibet és Kína történelmi kapcsolatáról, illetve saját személyes tapasztalatairól mesél a kínai kormányról. A történet innentől külügyi és nemzetközi diplomáciai ügyekről, utazásairól és híres vezetőkkel történő találkozásairól szól, mint például a kínai Mao Ce-tung vagy az indiai Dzsaváharlál Nehru. A történet végén a dalai láma már Indiában él száműzetésben, miután 1959-ben elmenekültek a kínai megszállás elől.